# 魏铎
魏铎（1932年1月—），男，辽宁营口人，中国摄影师，八一电影制片厂、珠江电影制片厂摄影师，中国电影家协会理事，中国电影金鸡奖最佳摄影。